# Arachnopusia latiavicularis
Arachnopusia latiavicularis är en mossdjursart som beskrevs av Moyano 1970. Arachnopusia latiavicularis ingår i släktet Arachnopusia och familjen Arachnopusiidae. Inga underarter finns listade i Catalogue of Life.